# روابط مرگبار
روابط مرگبار (به انگلیسی: Deadly Relations) فیلمی محصول سال ۱۹۹۳ و به کارگردانی بیل کاندن و به زبان انگلیسی است. در این فیلم بازیگرانی همچون رابرت اوریچ، شلی فابارس، گوئینت پالترو، متیو پری و رکسانا زال ایفای نقش کرده‌اند.